# Religión en Azerbaiyán

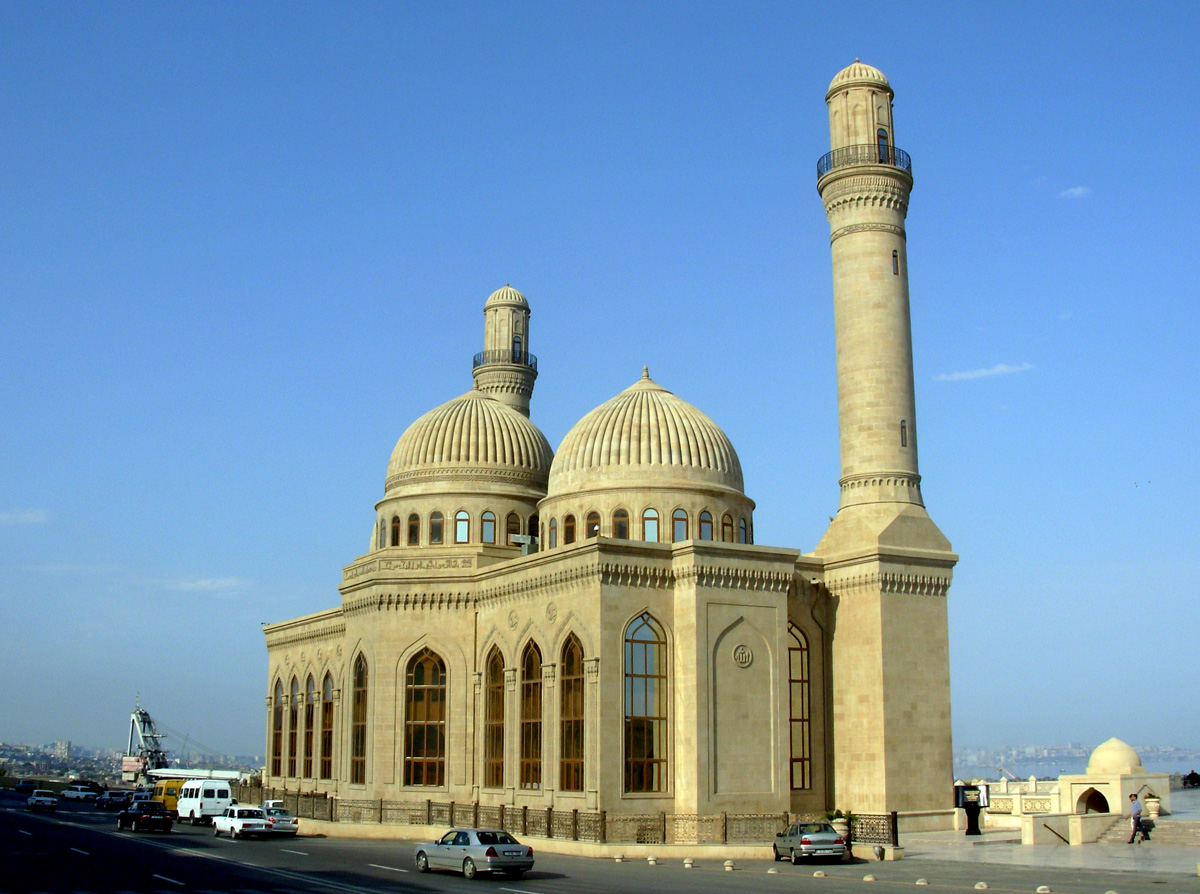
La mezquita Bibi-Heybat, del siglo XIII, en Bakú, que fue construida sobre la tumba de uno de los descendientes de Mahoma.

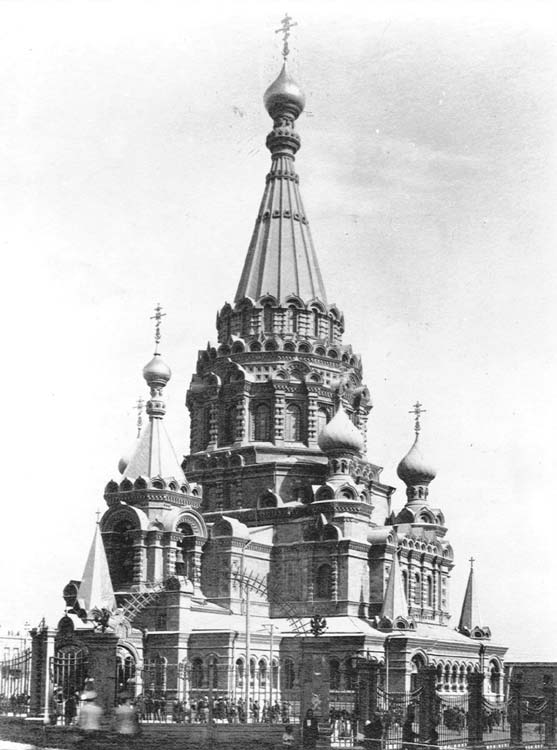
Catedral de Aleksandr Nevski en Bakú. Fue demolida durante la etapa soviética.

Este artículo trata sobre la religion en Azerbaiyán. Tradicionalmente la religión mayoritaria en Azerbaiyán es el islam desde el siglo VII y el chiismo desde el siglo XVI.
Azerbaiyán es un Estado laico de acuerdo con el artículo 7 de la Constitución de Azerbaiyán y garantiza la libertad de culto por el artículo 48 de la Constitución.
Cerca del 95% de la población es musulmana, de éstos el 85% son chiitas y el 15% suníes, haciendo de Azerbaiyán el segundo país con mayor proporción de chiitas, sólo después de Irán. En la mayoría musulmana, las costumbres religiosas no son practicadas muy estrictamente, y la identidad musulmana tiende a basarse más en la etnia y en la cultura que en las prácticas religiosas.
Existen comunidades cristianas (150 000) y judías (34 500). Entre los cristianos, la iglesia ortodoxa rusa y la georgiana junto con la iglesia apostólica armenia (antes de 1990 en todo Azerbaiyán, entre 1990 y 2023 solo en la región separatista de Alto Karabaj, y tras el colapso de la república separatista de Artsaj y la huida de prácticamente todos los armenios, prácticamente ninguna) son las que cuentan con más seguidores. En 2010 había en el país 498 católicos. Otras denominaciones cristianas con presencia en el país incluyen a los luteranos, bautistas y los molokanes. ley de 1996 establece que los extranjeros gozan de libertad de conciencia , pero se les niega el derecho a realizar propaganda religiosa (es decir, proselitismo ) bajo amenaza de multas o deportación.
También hay pequeñas comunidades de judíos, bahaíes, hare krishnas y testigos de Jehová. El zoroastrismo tuvo una larga historia en Azerbaiyán, evidente en lugares como el Templo de fuego de Bakú o ceremonias como el noruz, junto con el maniqueísmo.

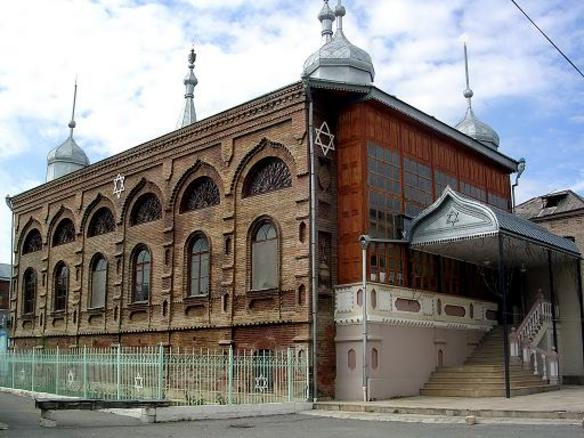
Sinagoga en Qırmızı Qəsəbə, la única ciudad totalmente judía fuera de Israel.

En 1997, se prohibió por decreto toda actividad de misioneros religiosos extranjeros, para cumplir con la Ley de Religión, que prohíbe predicar religiones ajenas a la cultura nacional, o que «pudieran desembocar en una división de la sociedad». El informe sobre libertad religiosa del año 2000, del Departamento de Estado norteamericano, menciona que los clérigos de una religión no tradicional fueron detenidos, encarcelados y golpeados[cita requerida], y el edificio de sus reuniones fue usado como fábrica estatal, como forma de humillación pública. El mismo informe reconoce «mejoras significativas» posteriores: se cancelaron las órdenes de deportación de muchos grupos religiosos, se aceptaron las inscripciones de varias iglesias por primera vez, e incluso un oficial de policía fue castigado por abusar contra un grupo minoritario religioso. Dichas mejoras no parecen haberse mantenido en el tiempo. Los testigos de Jehová habían logrado ser reconocidos como religión en 1999, pero en la diciembre de 2006, la policía interrumpió una de sus reuniones, actualmente más de 2500 testigos profesan su fe en el país.
La Asamblea Parlamentaria del Consejo de Europa dijo que:

Azerbaiyán es conocido por ser un país con un alto nivel de tolerancia religiosa y armonía religiosa. En consecuencia, solicitamos a las autoridades no dañar esta imagen y tomar las medidas necesarias para prevenir toda interferencia ilegal de las autoridades policiales con el ejercicio pacífico de la libertad de religión y la libertad de reunión de las minorías religiosas como los Testigos de Jehová.

Actualmente aún se persigue a objetores de conciencia y hay informes que indican la existencia de prolongadas detenciones ilegales en cuarteles militares,.
También hay informes de persecuciones religiosas contra determinados grupos minoritarios aunque esto viola la propia constitución del país.